# Свети Георги (Арменско)
Вижте пояснителната страница за други значения на Свети Георги.
„Свети Георги“ (на гръцки: Aγίου Γεωργίου) е възрожденска православна църква в леринското село Арменско (Алона), Егейска Македония, Гърция. Храмът е Леринската, Преспанска и Еордейска епархия.
Църквата е построена в 1873 година и е един от най-забалежителните храмове в района. Според Георги Трайчев манастирът е основан в 1860 година. Трайчев пише за историята му:
| „ | Гръцкия владика прави опити, за да го владѣе. Намиса се и властьта. Владиката твърди, че нему принадлежи манастира, понеже той го билъ осветилъ. Селянитѣ, обаче, отговарятъ много умно и духовито, че и тѣ сѫ вѣнчани отъ него (владиката), следователно и тѣхнитѣ жени би трѣбвало, споредъ логиката владишка, да бѫдат негови (на владиката). Властьта, слушайки тоя изобличителенъ аргументъ срещу дѣдо владика, уважава просбата на селянитѣ и манастира остава тѣхна собственость. | “ |

Към края на османската власт в 1912 година манастирът заедно със „Свети Архангели“ в Айтос и „Свети Лука“ в Неред е един от трите български манастира в Леринско.
В архитектурно отношение църквата представлява трикорабна базилика с трем от запад. Олтарното пространство е изписано. Притежава ценен резбован и изписан иконостас със стари икони. Църквата е обявена за защитен паметник в 1985 година.